# Clinias (510 a. C.)
Clinias fue un personaje histórico ateniense, eupátrida perteneciente a la familia noble de los Alcmeónidas. Tuvo un papel militar destacado y participó activamente en la política de la Antigua Atenas del siglo V a. C. Nació hacia 510 a. C., fue tío abuelo de Alcibíades, se distinguió en la Batalla de Artemisio. Según Heródoto tomó parte en la contienda naval con un barco de su propiedad, incluida una tripulación de 200 hombres, cuyos gastos sufragó con su propio peculio, lo que daba prueba de su gran riqueza y patriotismo. Aparece representado en una copa del pintor Ambrosio. Se desposó con Dinómaca,hija de Megacles. Murió en la batalla de Coronea.
Según Plutarco, se vanvagloriaba de que su familia descendía de Eurísaces, hijo de Áyax el Grande.

## Genealogía de Clinias
```
                         Alcibíades I
                             |
                   
Clinias
 I n. ~510
 
a.
 
C.
                             |
                      
Alcibíades II "el viejo"
 (
ostracismo
 en 460
 
a.
 
C.)
                             | 
    ————————————————————————————————————————————————————————————————————
   |                                                                    |

Clinias II
 + 
Dinómaca
                                                  Axíoco
 (485-447
 
a.
 
C.)                                                          |
              |                                                     Clinias III 
       ———————————————————————————————————————————— 
      |                                            |
 
Alcibíades III
 + Hipareta                    Clinias IV
                 |
            Alcibíades IV
```